# Almojabana (plat espagnol)
Pour le beignet latino-américain, voir Almojabana.

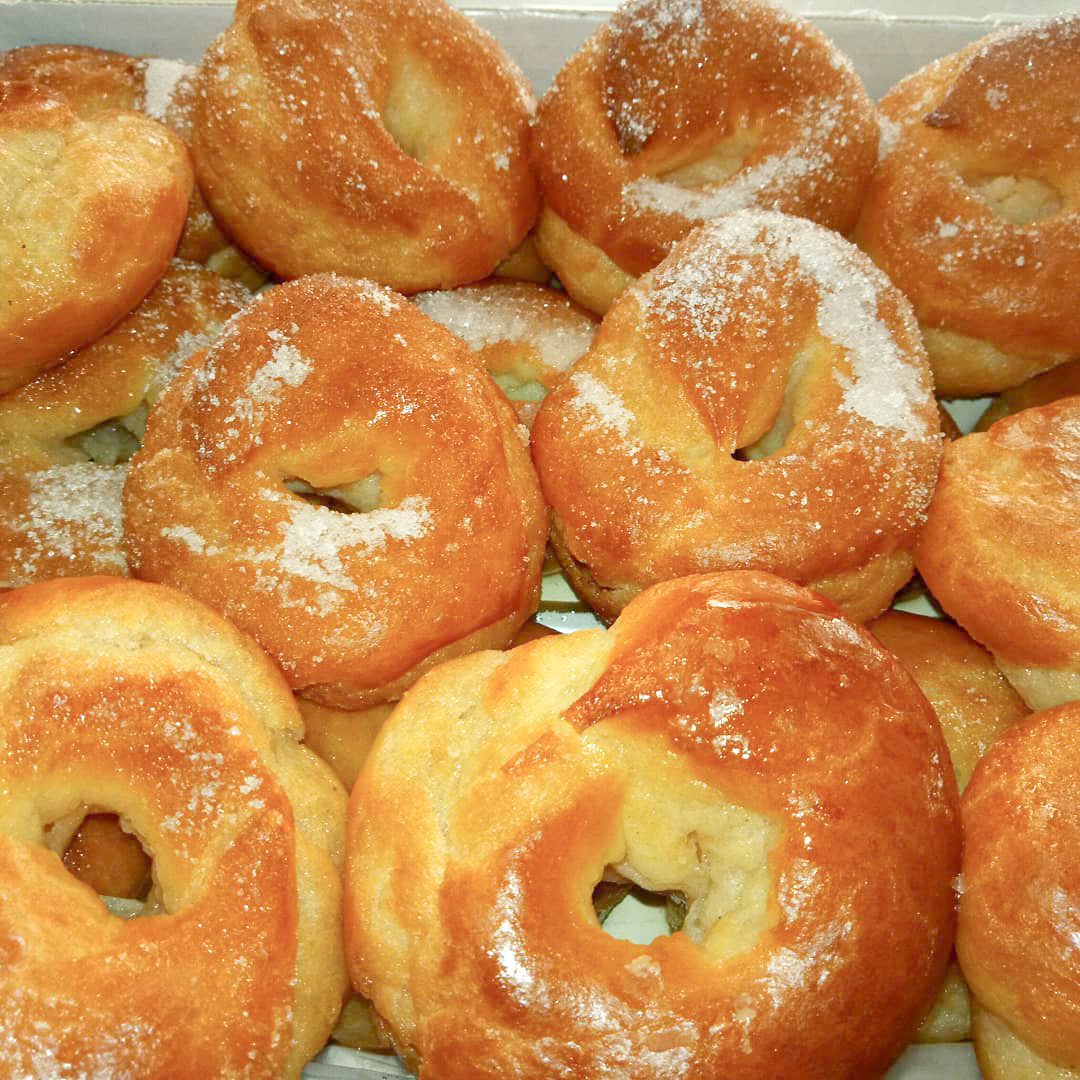

L’almojábana ou almojábena est un type de beignet salé typique de la région d'Aragon (en particulier dans des villes comme Albarracín, Caspe ou Daroca), du sud de la province d'Alicante et de Murcie,,. Son nom vient de l'arabe almuyábbana qui signifie « mélangé avec du fromage ».
Il existe également un beignet portant le même nom, au mélange duquel on ajoute du fromage frais. Il est typique des îles Canaries, plus précisément de l'île de La Gomera.

## Histoire
L'histoire de l’almojábana a été décrite en Espagne en 1525 par Rupert de Nola qui a écrit dans son livre de cuisine (en catalan) la recette (Torta) de tranches de fromage frais. Il apparaît également dans un livre de recettes du XIIIe siècle. Il est donc également mentionné comme une recette typique dans certaines villes du sud de la province d'Alicante comme Orihuela, Redován, Callosa de Segura, Cox, Bigastro ou Abanilla.

## Caractéristiques
Dans toute la Vega Baja del Segura, c'est l'un des plats typiques les plus descriptifs. Ils sont également très typiques à Elche. Ces douceurs sont cuisinées à des moments très particuliers : la San José (19 mars), la Toussaint (1er novembre), Noël, par exemple, et il y a quelques années, elles étaient le plat vedette des mariages, baptêmes et communions. Les différents types sont trempés dans une solution de miel et d'eau et saupoudrés de sucre ou remplis de crème pâtissière ou de crème. Les premiers sont ronds et en forme de beignets et leur taille est celle d'un plat. Les seconds, ceux qui sont fourrés à la crème, sont allongés et mesurent environ 15 centimètres de long, comme un sandwich. 